# Cruzada dos Stedinger

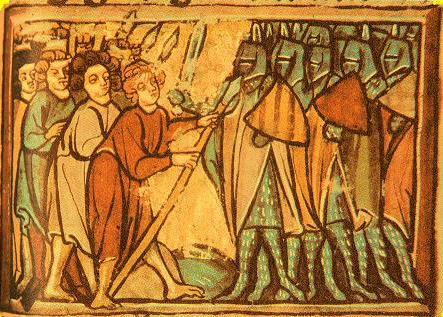
A batalha de Altenesch (camponeses à esquerda, cruzados à direita), de um manuscrito da Sächsische Weltchronik

A Cruzada dos Stedinger (1233–1234) foi uma guerra sancionada pelo papado contra os camponeses rebeldes de Stedingen.
Os Stedinger eram camponeses livres e súditos do Arcebispado de Bremen. Reclamações sobre impostos e direitos de propriedade evoluíram para uma revolta em grande escala. Quando uma tentativa das autoridades seculares de reprimir a revolta terminou em derrota, o arcebispo mobilizou sua igreja e o papado para sancionar uma cruzada contra os rebeldes. Na primeira campanha, o pequeno exército cruzado foi derrotado. Na campanha do ano seguinte, um exército cruzado muito maior foi vitorioso.
Essa cruzada é frequentemente agrupada com a Cruzada de Drenthe (1228–1232) e a Cruzada da Bósnia (1235–1241), outras cruzadas de pequena escala contra cristãos europeus considerados heréticos.

## Contexto

### Assentamento dos Stedinger

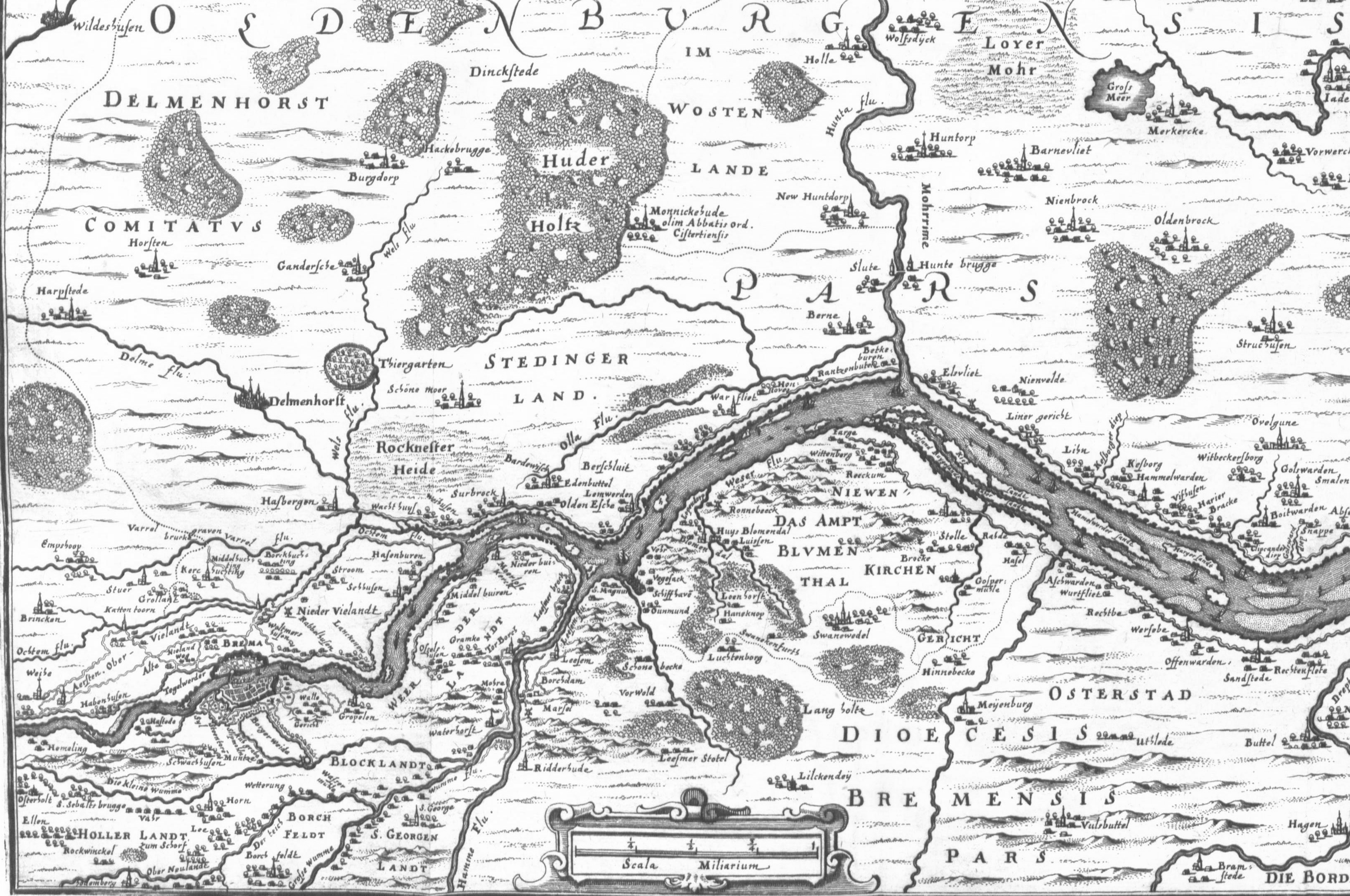
Stedinger Land, em um mapa do século XVII

Os Stedinger eram os camponeses que habitavam a região entre os rios Weser e o baixo Hunte, em frente a Bremen, eventualmente estendendo-se ao norte do Hunte. Esta região pantanosa começou a ser desmatada e ocupada no início do século XII. O nome Stedinger (ou Stedinge em documentos em latim) se refere ao povo, enquanto a terra é Stedingen (ou em latim, terra Stedingorum). O nome deriva da palavra alemã Gestade, que significa costa ou margem. Originalmente, os Stedinger eram chamados de Hollandi (holandeses) ou simplesmente rustici (camponeses). Quando o relacionamento com seus senhores se deteriorou, foram pejorativamente chamados de bestie (bestas).
Legalmente, a maioria dos Stedinger eram súditos do arcebispo-príncipe de Bremen, e a terra era administrada por seus ministeriais (servos de classe nobre). Alguns eram súditos do Conde de Oldemburgo, ao norte do Hunte. Já em 1106, haviam recebido privilégios do arcebispo Frederico I, que lhes conferiram o direito à propriedade plena e a fundar igrejas, além de isenções fiscais. Esses direitos e privilégios coletivos eram conhecidos como ius hollandicum (direito holandês). No início do século XIII, os Stedinger formavam uma comunidade bem definida chamada universitas Stedingorum.

### Revolta dos Stedinger
As queixas que levaram à revolta estavam ligadas ao desrespeito ao ius hollandicum. Especificamente, os Stedinger alegavam que o arcebispo cobrava mais impostos do que o devido e que ele e o conde planejavam converter suas propriedades em arrendamentos.
Em 1204, os Stedinger ao norte do Hunte se rebelaram contra o conde de Oldemburgo, incendiando dois de seus castelos. A revolta se espalhou para o sul, onde os ministeriais do arcebispo foram expulsos. Os camponeses deixaram de pagar impostos e dízimos e atacaram castelos do arcebispo em 1212, 1213 e 1214. Quando Gerardo II tornou-se arcebispo em 1219, passou a tentar restaurar sua autoridade sobre Stedingen. Pouco antes do Natal de 1229, ele excomungou os Stedinger por continuarem a recusar o pagamento de impostos e dízimos (nas palavras da Chronica regia Coloniensis, "por seus excessos", pro suis excessibus).
Em dezembro de 1229, Gerardo uniu-se a seu irmão, Armando II de Lippe, e liderou uma força contra Stedingen. Foram derrotados no dia de Natal e Armando foi morto. Em 1232, após 1 de setembro, Gerardo fundou um convento de cistercienses em Lilienthal, para a salvação de seu irmão, declarado na carta de fundação como tendo morrido "pela libertação da Igreja de Bremen".

## Investigação
Após sua derrota, Gerardo iniciou os preparativos para uma cruzada contra os rebeldes. Pode ter se inspirado na Cruzada de Drenthe iniciada por Wilbrando de Paderborn e Utrecht em 1228 contra seus próprios camponeses rebeldes.

## Cruzada

### Campanha de 1233
A resposta inicial à pregação dos bispos foi fraca; apenas alguns cavaleiros locais tomaram a cruz. Em 19 de janeiro de 1233, Gregório IX enviou a carta Clamante ad nos aos bispos Wilbrando de Paderborn e Utrecht, Conrado II de Hildesheim, Luder de Verden, Ludolfo de Münster e Conrado I de Osnabrück, pedindo que ajudassem os bispos de Minden, Lübeck e Ratzeburg na pregação da cruzada.
A pregação ficou majoritariamente a cargo da Ordem Dominicana, que havia se expandido rapidamente no norte da Alemanha na década de 1220. Conrado de Marburgo, conhecido caçador de heréticos e veterano da Cruzada Albigense, também pregou contra os Stedinger. Como resultado dessa nova rodada de pregação, formou-se um exército suficientemente grande para uma campanha de verão.

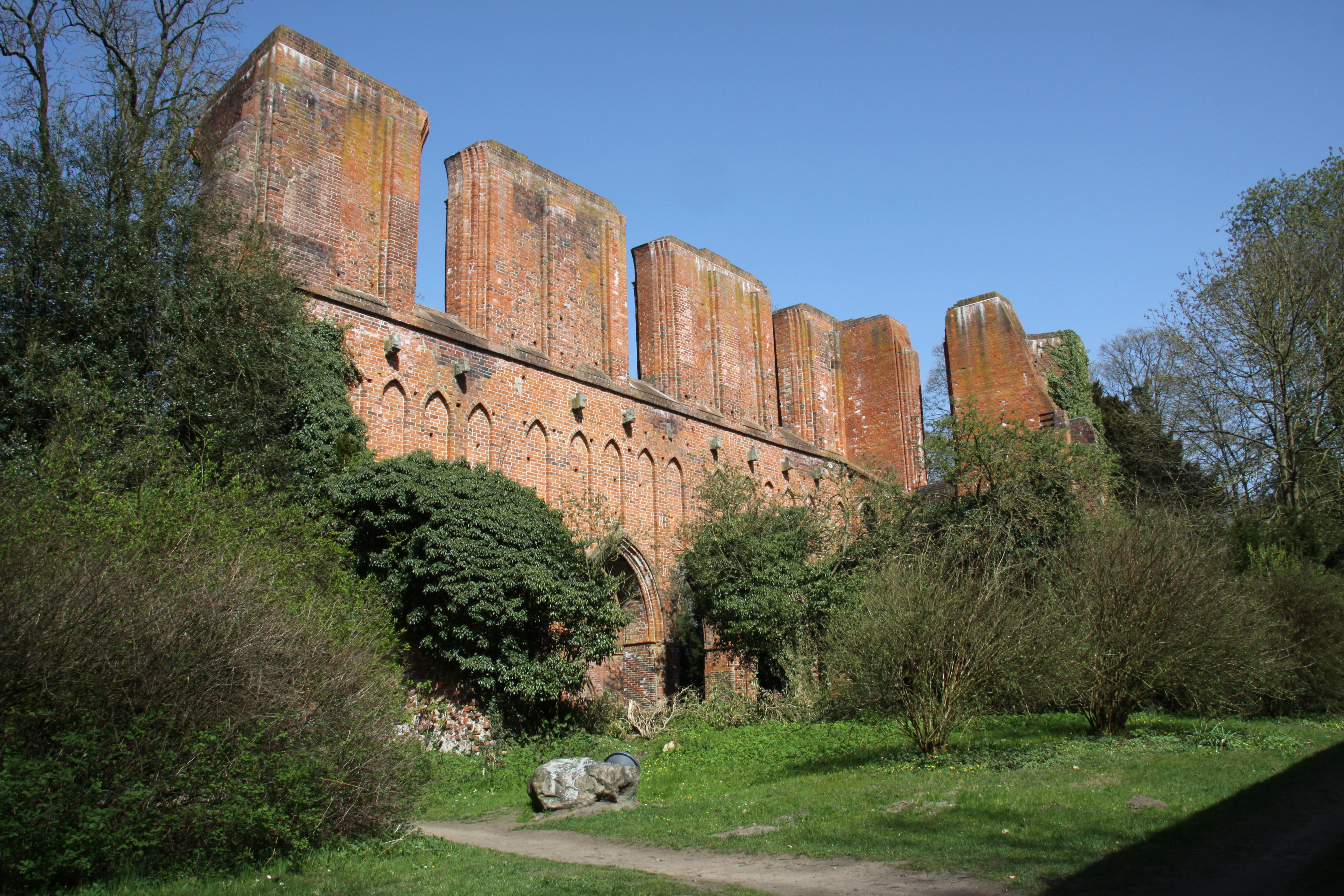
Ruínas da abadia de Hude atualmente, atacada durante sua construção pelos Stedinger.

No inverno de 1232–1233, os Stedinger capturaram a fortaleza de Slutter, pertencente ao arcebispo. No início de 1233, destruíram os claustros de madeira da abadia cisterciense de  de, ainda em construção. Também teriam capturado um frade dominicano que passava e o decapitaram.
Os bispos de Minden, Lübeck e Ratzeburg relataram ao papa as vitórias dos Stedinger e a relutância de muitos em se unir à cruzada, por considerarem Stedingen naturalmente fortificada por seus rios e córregos. Ficava evidente também que os Stedinger eram vistos como um inimigo formidável.
Quando os cruzados finalmente chegaram, obtiveram alguns sucessos, mas foram derrotados em Hemmelskamp em julho. O conde Burcardo de Oldemburgo-Wildeshausen, parente do conde de Oldemburgo, estava entre os mortos.
Durante os combates, em junho, o papa Gregório emitiu novo chamado à cruzada. Na carta Littere vestre nobis (17 de junho de 1233), dirigida aos bispos de Minden, Lübeck e Ratzeburg, elevou a indulgência parcial anteriormente concedida a indulgência plenária, colocando a cruzada dos Stedinger em pé de igualdade com as Cruzadas na Terra Santa.
Por volta da mesma época, ele também emitiu as decretais O altitudo divitiarum (10 de junho) e Vox in Rama (11–13 de junho), voltadas a outro movimento herético, os luciferianos na Alemanha.

### Campanha de 1234
Um exército maior e mais impressionante foi formado no início de 1234, após os dominicanos pregarem a cruzada por Brabante, Flandres, Holanda, Renânia e Vestfália.
Segundo os Anais de Stade, a resposta foi entusiástica, mas Emo de Wittewierum relatou incerteza generalizada sobre a autorização de alguns pregadores. O incidente mais sério teria ocorrido na região frísia de Fivelgo, onde dois dominicanos pregando em Appingedam foram atacados e fugiram para Groninga. Em Stets, um monge local interrompeu um sermão e foi preso na abadia de Santa Juliana em Rottum. Poucos cruzados foram recrutados na região.

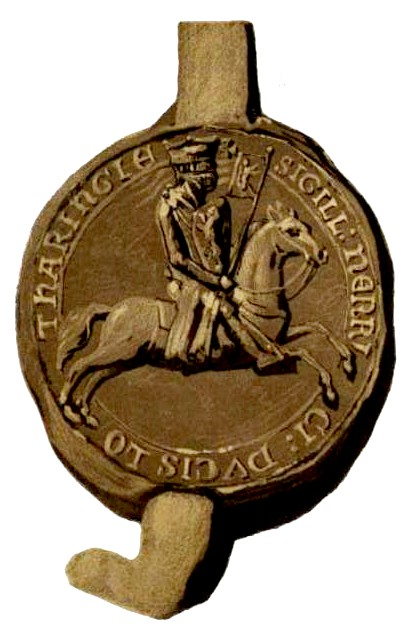
Selo de Henrique I de Brabante, comandante do exército cruzado em 1234.

Entre os participantes do novo exército estavam os duques Henrique I de Brabante, Henrique IV de Limburgo, os condes Floris IV da Holanda, Otão II de Gueldres, Dieterico V de Cleves, Guilherme IV de Jülich, Otão I de Oldemburgo, Henrique III de Wildeshausen e Luís de Ravensberg, além dos senhores de Breda, Scholen e vários barões da Flandres.
Segundo a Sächsische Weltchronik, o exército contava 40 mil homens; provavelmente era mais próximo de 8 mil.
O exército dos Stedinger contava com cerca de 11 mil segundo Emo de Wittewierum, mas é provável que não ultrapassasse 2 mil. Estavam mal equipados, sem armaduras, portando apenas lanças e espadas curtas.

### Batalha de Altenesch
Em 27 de maio de 1234, os cruzados atravessaram o Ochtum por uma ponte flutuante e surpreenderam os camponeses reunidos em um campo comum chamado Altenesch. Foram necessárias várias investidas para romper o muro de lanças. Quando os camponeses quebraram a formação, o conde de Cleves atacou pela lateral e a vitória foi dos cruzados. Seguiu-se um massacre geral. Mulheres e crianças não foram poupadas, embora muitos camponeses tenham escapado pelos pântanos.
As fontes divergem sobre o número de mortos: 2 mil (Chronica regia Coloniensis), 4 mil (História do mosteiro de Rastede), 6 mil (Anais de Stade) ou 11 mil (Baldwin de Ninove). Esses números não são literais, mas demonstram a percepção de destruição.
Os sobreviventes se renderam ao arcebispo e aceitaram suas condições. Suas propriedades foram confiscadas: ao norte, repassadas ao condado de Oldemburgo; ao sul, ao arcebispado de Bremen.
Em 21 de agosto de 1235, na carta Ex parte universitatis, o papa Gregório ordenou o levantamento da excomunhão dos Stedinger.
Segundo Emo de Wittewierum, alguns camponeses escaparam para a Frísia ou se refugiaram em cidades do norte da Alemanha. A História do mosteiro de Rastede relata que aqueles que fugiram para a Frísia e lá fundaram uma comunidade — a terra Rustringiae — foram posteriormente atacados pelos condes de Oldemburgo.

## Legado

### Memória
Após a vitória em Altenesch, o arcebispo Gerardo instituiu um dia anual de comemoração nas igrejas da arquidiocese de Bremen, no sábado anterior à Ascensão. Não era uma lembrança solene, mas uma celebração da "libertação da igreja". A data de 27 de maio de 1234 foi chamada de "dia da vitória contra os Stedinger" (dies victorie habite contra Stedingos).
A morte de Armando de Lippe foi lembrada periodicamente no convento de Lilienthal, e Gerardo estabeleceu dias de memória para seu irmão também em Lilienthal e em Osterholz.
Os condes de Oldemburgo também homenagearam a cruzada com a fundação da abadia de Hude, atacada pelos Stedinger em 1233. O conde Henrique IV de Wildeshausen mencionou seu pai e tio, "condes de Oldemburgo mortos sob o estandarte da santa cruz contra os Stedinger".
Em 1934, para o 700º aniversário da batalha, a Alemanha nazista organizou comemorações em Bookholzberg, incluindo a construção de uma vila Stedinger e encenações, discursos e apresentações musicais, retratando os Stedinger como heróis defensores da liberdade contra uma igreja predatória.

### Historiografia
Cronistas contemporâneos reconheceram que uma cruzada contra camponeses exigia justificativas mais claras que as cruzadas à Terra Santa. Alberico de Trois-Fontaines tentou ligá-los a cultos demoníacos; outros aos cátaros, mas sem fundamentos.
Hermann Schumacher (1865) concluiu que as acusações de heresia eram infundadas. Rolf Köhn, no entanto, argumenta que foram levadas a sério pelos contemporâneos e refletiam uma preocupação real com a disseminação da heresia. O episódio também atraiu o interesse de historiadores dos movimentos camponeses. Werner Zihn vê a derrota dos Stedinger como resultado de sua marginalização e falta de aliados externos.
Antes da década de 1970, a cruzada era vista ideologicamente: Schumacher os via como libertadores do feudalismo; os nazistas como símbolos da liberdade alemã; e os estudiosos da Alemanha Oriental como uma classe oprimida em luta contra a ganância aristocrática.